# Avenue (Stonehenge)
L’Avenue, sur le site archéologique de Stonehenge, est une « avenue » du Néolithique ou de l'Âge du bronze ancien. Elle fait partie de l'ensemble archéologique de Stonehenge, situé dans la plaine de Salisbury, dans le Wiltshire, en Angleterre. 
Longue de 3 km, elle relie le cromlech de Stonehenge au fleuve Avon,.
L'Avenue a été construite au cours de la phase III de Stonehenge, entre 2600 et 1700 av. J.-C. L'antiquaire William Stukeley l'a explorée en 1740-1743.
Un anneau de « pierres bleues » a été découvert en 2009 à l'extrémité de l'Avenue.

## Description
L' « Avenue » (n° 10 sur le plan) est large de 23 m (12 m entre les talus). Elle part de la Heel Stone, dans l'axe du monument, vers le nord-est, puis à mi-chemin du Cursus, long enclos mégalithique situé un peu plus au nord, s'infléchit vers l'est de manière très visible sur les photos aériennes et finit par rejoindre, à trois kilomètres de là et après un dernier virage à droite, la rivière Avon,.  
Cette longue structure est formée de deux fossés parallèles et des talus correspondants, établis vers l'intérieur selon la technique caractéristique de la phase I, à laquelle on peut être tenté de la rattacher.
Elle a tout l'aspect d'une voie processionnelle, qui a probablement servi aussi au transport des « pierres bleues » depuis le fleuve Avon.

## Plans

Plan de la zone archéologique de Stonehenge, montrant la situation de l'Avenue.
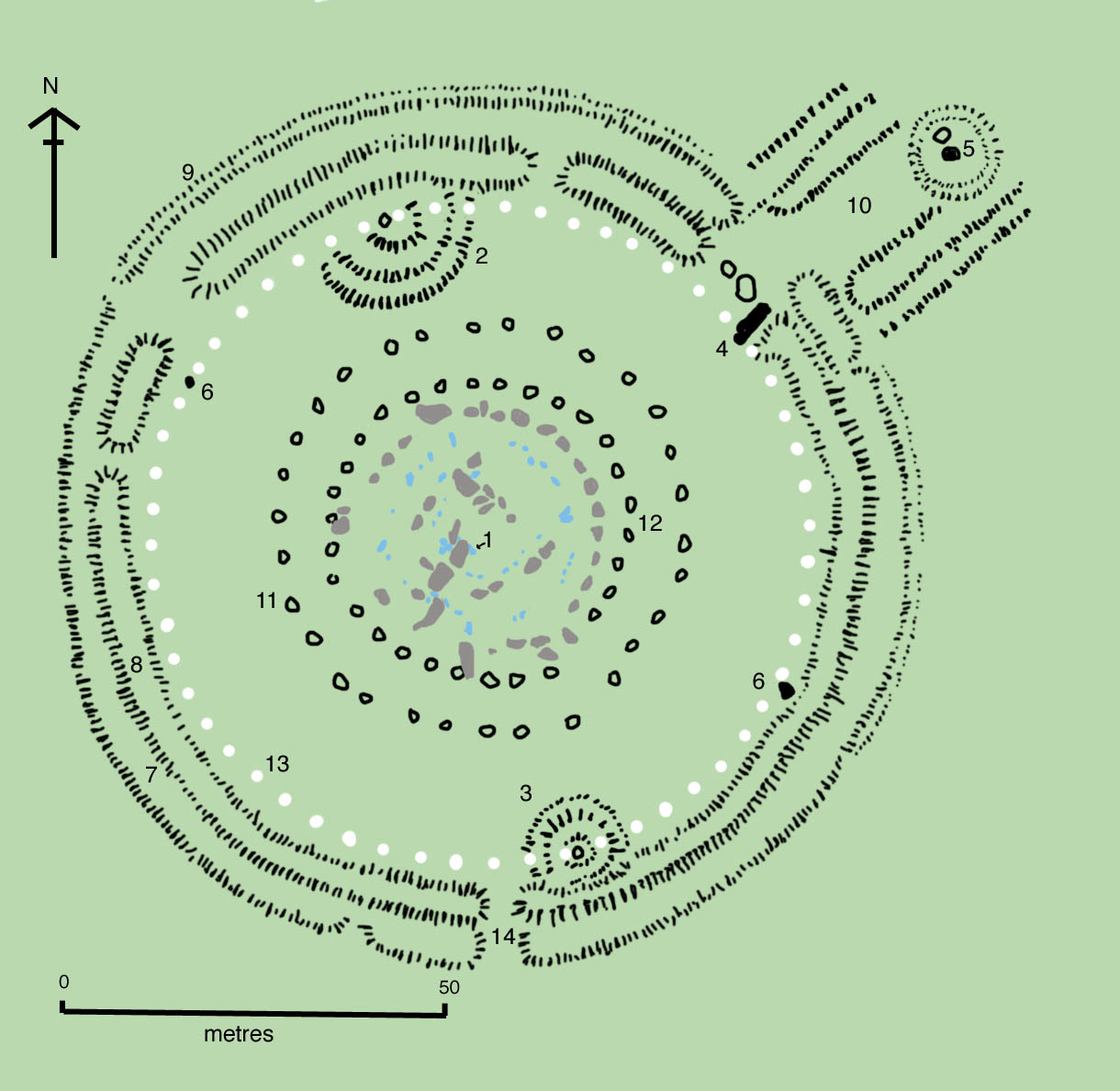
Plan du site de Stonehenge. 1. la pierre d'autel ; 2 et 3. tumuli ; 4. la pierre de sacrifice ; 5. la « Heel Stone » (pierre talon) ; 6. deux des quatre « stations » ; 7, 8, 9. fossés, talus ; 10. l'« avenue » monumentale, qui mène au fleuve Avon, à trois kilomètres à l'est ; 11 et 12. les deux cercles de 30 trous « Y » et « Z » ; 13. les 56 trous d'Aubrey ; 14. entrée secondaire. Le monument (cromlech) est situé à l'intérieur du cercle 12 : les mégalithes de grès « sarsen » sont en gris, et les « pierres bleues » en bleu.